# Wesendorf
Wesendorf est une commune de l'arrondissement de Gifhorn, Land de Basse-Saxe.

## Géographie
Wesendorf se situe sur le plateau d'une ancienne moraine de fond, dans le Großes Moor de Gifhorn. Le territoire de la commune se trouve au sud du parc naturel de Südheide.
| Groß Oesingen | Wahrenholz |            |
| Ummern        | Wesendorf  | Wahrenholz |
| Gifhorn       | Wagenhoff  | Gifhorn    |

La commune comprend les quartiers de Wesendorf et de Westerholz.
La Bundesstraße 4 passe au sud-est du territoire.

## Histoire
Westerholz est mentionné pour la première fois en 1275 tandis que Wesendorf l'est au XVIe siècle.
Dans les années 1930, la base aérienne de Celle décide de créer une base aérienne à Wesendorf. La piste et les premiers bâtiments de fonction et d'habitation sont bâtis en 1936. Il accueille l'armée de l'air et l'industrie aéronautique. Pendant la Seconde Guerre mondiale, il sert d'école de formation militaire et est la base de la Jagdgeschwader 110. L'aérodrome est bombardé le 4 avril 1945 par les Consolidated B-24 Liberator du 446th Bomb Group et sévèrement endommagé. Après la capitulation, les Alliées s'y installent. Les casernes accueillent aussi des réfugiés d'Europe de l'est. L'armée allemande reprend la base en 1956. Dans le cadre de la restructuration de la Bundeswehr, le ministère allemand de la Défense décide en novembre 2004 de fermer les casernes. Les derniers militaires partent le 30 juin 2006.
Après la fin de la RDA, de nouveaux habitants d'Allemagne de l'est et de l'ancienne Union Soviétique s'installent.

## Jumelages
- Cuverville (Calvados) (France)
- Páka (Hongrie)

## Source de la traduction
- (de) Cet article est partiellement ou en totalité issu de l’article de Wikipédia en allemand intitulé « Wesendorf » (voir la liste des auteurs).